# Преображенский договор
Преображе́нский догово́р — союзный договор, заключённый 11 (21) ноября 1699 года между Саксонией, Польшей, Данией и Россией против Швеции в селе Преображенском под Москвой. 
На основе этого союзного договора Россия вступила в Северную войну. Договор подписали царь Пётр I и выступавший от имени курфюрста Саксонии Августа II Сильного генерал-майор Карлович; позже в Дрездене его подписал и Август II. 

## История
Заключение договора проходило в обстановке тайных переговоров в подмосковном Преображенском. Целью было создание так называемого «Северного союза», направленного против шведского короля Карла XII, в который были объединены Россия, Дания и Саксония.
Одним из главных идеологов этих идей, вылившихся в Северную войну, являлся лифляндский дворянин Иоганн Рейнгольд Паткуль. Несколькими месяцами ранее он пытался создать союз между Августом Сильным, Данией и Бранденбургом. Курфюрст бранденбургский и герцог Пруссии Фридрих III не проявил к нему интереса. Однако в лице России Паткуль нашёл партнёра, заинтересованного в ослаблении шведских позиций в Балтийском регионе.
В мае 1699 года Паткуль отправился в Копенгаген и заручился поддержкой датского короля Кристиана V. Августу II Паткуль обещал при вступлении в Лифляндию поддержку со стороны ливонских баронов, недовольных редукцией, после чего тот выслал переговорщиков в Россию. Осенью того же 1699 года он вместе с генерал-майором Карловичем был послан в Москву к Петру Великому и 11 декабря того же года заключил (в другом источнике способствовал) в Преображенском от имени Августа союз России с Польшей. 
Параллельно с переговорами о создании Северного союза в Москву прибыли представители Швеции, добивавшиеся от России подтверждения Кардисского договора. Поскольку отказ от такового был бы открытым признанием враждебных намерений в отношении Швеции, российские дипломаты прибегли к «мистификации» для сокрытия своих истинных намерений — и, хотя Россия уже вела подготовку к войне, царь 20 (30) ноября 1699 подтвердил сохранение действия Кардисского мира, который Россия «обязалась» «содержать верно, крепко и ненарушимо». 
Спустя два месяца после подписания договора саксонцы вторжением в прибалтийские земли Швеции начали Северную войну.